# Chorwacja na Zimowej Uniwersjadzie 2009
Chorwację na Zimowej Uniwersjadzie w Harbinie reprezentowało 5 zawodników .

## Medale

### Złoto
brak medali

### Srebro
brak medali

### Brąz
brak medali

## Kadra

### Łyżwiarstwo figurowe
- Boris Martinec
- Dora Strabic

### Short track
- Ivan Dolinic

### Snowboard
- Morena Makar
- Anja Stefan